# Marks-Moir Motors
Marks-Moir Motors Ltd war ein australischer Hersteller von Automobilen.

## Unternehmensgeschichte
Arthur R. Marks und W. A. Moir gründeten 1923 das Unternehmen in Sydney und begannen mit der Produktion von Automobilen. Der Markenname lautete Marks-Moir. Heron aus England war an der Weiterentwicklung beteiligt. 1928 endete die Produktion. Insgesamt entstanden mindestens drei oder vier Fahrzeuge.
Jim Marks, der Sohn von Arthur R. Marks, war später am Bau des Southern Cross beteiligt.

## Fahrzeuge
Das erste Fahrzeug hatte eine selbsttragende Karosserie, die aus Sperrholz bestand. Ein Vierzylindermotor vom Ford Modell T war als Mittelmotor montiert und trieb über Ketten die Hinterachse an.
Ein weiteres Fahrzeug hatte einen 10-PS-Motor von der Wolseley Motor Company.
1925 wurde ein Coupé mit einem 12-PS-Motor von Coventry Climax auf der Sydney Motor Show präsentiert. Aus dem gleichen Jahr sind auch ein Tourenwagen und ein Lieferwagen überliefert.
1928 entstand noch ein Roadster. Dewick aus Strathfield fertigte die Karosserie. Er hatte einen Motor von der Continental Motors Company und Achsen vom Ford Modell T.